# Medienhaus Mülheim an der Ruhr
Das Medienhaus Mülheim an der Ruhr liegt am Synagogenplatz in der Innenstadt und ist der Standort der Stadtbibliothek im MedienHaus mit ihren über 220.000 Medien. Außerdem befinden sich dort das Kino „Rio“. Das vierstöckige Gebäude mit einer Nutzfläche von 6700 m² wurde von 2007 und 2009 errichtet, die Kosten betrugen 41,2 Millionen Euro.

## Geschichte
Seit 1996 wurde über die weitere Entwicklung der Bibliothek in Mülheim an der Ruhr diskutiert. Zur Verbesserung des Standortes wurde im April 1998 eine Vorstudie durchgeführt. Die Ergebnisse lagen im Dezember 1999 vor. Im Herbst 2000 wurde ein Ideenwettbewerb vorbereitet und 2002 stand mit dem Viktoriaplatz (seit 9. November 2009: Synagogenplatz) in der Innenstadt der neue Standort fest.
Der Rat der Stadt beschloss im Juli 2004 eine europaweite Ausschreibung als ÖPP-Projekt und die Firma SKE erhielt nach einer Beschlussfassung des Rats den Zuschlag. Das Medienhaus sollte schon im Februar 2009 seine Pforten öffnen. Der Abriss des alten Sparkassengebäudes am Viktoriaplatz begann im Oktober 2007 und im November 2008 feierte Mülheim das Richtfest des Medienhauses. Die Übergabe fand im Mai 2009 statt. Am 18. Juli 2009 schloss die Zentralbücherei an ihrem alten Standort am Rathausmarkt und es begann der Umzug ins neue Bibliotheksgebäude, der im August abgeschlossen war.
Mit einem halben Jahr Verspätung öffnete die Bibliothek der Stadt Mülheim an der Ruhr am 22. August 2009 ihre Pforten im neuen Medienhaus. Das Café im Medienhaus kam aber erst im Oktober 2009 dazu, da es Probleme beim Innenausbau gegeben hatte. Die Firma SKE hat für 25 Jahre die Betreuung des Medienhauses (z. B. bei Hausmeisterleistungen) übernommen.

## Gebäudeausstattung
Das Haus verfügt über eine Garage, in der ehemals der Bücherbus der Stadtbibliothek geparkt war. Das Gebäude besteht aus einer luftgestützten Betonkernaktivierung. Durch dieses System wird das Medienhaus auf 20 bis 21 Grad klimatisiert. Das Gebäude besitzt eine Haupttreppe und zwei Notfalltreppen.

## Einrichtungen

### Stadtbibliothek im MedienHaus mit Medienkompetenzzentrum
In der Bibliothek sind über 220.000 Medien (Bücher, CDs, DVDs, Noten, Zeitschriften und Spiele) auf einer Fläche von 4200 m² untergebracht. Alle Medien wurden mit einem RFID-Chip versehen, der für einen schnelleren Ablauf bei Ausleihe und Rückgabe sorgen soll. Die neue Bibliothekskarte beinhaltet ebenfalls einen RFID-Chip. Ausleihe und Rückgabe sind über Selbstverbuchung auch an Terminals möglich.
Es sind 8 kostenlose PC-Plätze zur Internetnutzung vorhanden und ein Schreib-PC sowie ein Münzkopierer. Auf der 1. Etage befinden sich ein Innenhof mit Sitzgelegenheiten und ein Tonstudio, auf der 2. Etage eine Dachterrasse. Jede Etage hat ihre eigene Farbe, Information und verschiedene Sachgebiete. Die Etagen können über die Haupttreppe oder den Fahrstuhl erreicht werden.

### Kino Rio
1995 eröffnete das einzige Filmkunsttheater der Stadt Mülheim, das zum Essener Filmkunsttheater gehört. Nach der Spielpause von März 2007 wurde der Betrieb im Medienhaus im Oktober 2009 fortgeführt. Das Kino verfügt über 80 Sitzplätze und einen Rollstuhlplatz. Der Zugang zum Kino ist ebenfalls behindertengerecht ausgestattet. Das Kino hat ein wechselndes Programm.

### Café
Am 2. Oktober 2009 eröffnete nach einigen Problemen beim Innenausbau ein Café im Erdgeschoss, links neben dem Eingang zur Bibliothek. Das Café wird von Hermann (Konditor) und Marion Appenzeller geleitet.